# کریمیتشوا
شهر کریمیتشوا در ایالت زاکسن در کشور آلمان واقع شده است.